# Lecane quintata
Lecane quintata is een raderdiertjessoort uit de familie Lecanidae. De wetenschappelijke naam van deze soort is voor het eerst geldig gepubliceerd in 1992 door Sudzuki.